# Международная гидрографическая организация
Международная гидрографическая организация (МГО, англ. International Hydrographic Organization, IHO) — международная организация, созданная в 1921 году для координации гидрографической деятельности государств-членов. 
Главная контора (офис) находится в Монако. Россия является членом МГО, от её имени действует Главное управление навигации и океанографии России (ныне — Управление навигации и океанографии Министерства обороны Российской Федерации).

## История
В течение XIX века многие морские государства создали гидрографические управления, чтобы обеспечить средства для улучшения навигации морских и торговых судов путём предоставления морских публикаций, морских карт и других навигационных услуг. Существовали значительные различия в графиках гидрографических процедур и публикациях. В 1889 году в Вашингтоне, состоялась Международная морская конференция, на которой было предложено создать «постоянную международную комиссию». Аналогичные предложения были выдвинуты на сессиях Международного конгресса судоходства в Санкт-Петербурге в 1908 году и Международной морской конференции в Санкт-Петербурге в 1912 году.
В 1919 году гидрографы Великобритании и Франции совместно предприняли необходимые шаги для созыва международной конференции гидрографов. В качестве наиболее подходящего места для проведения этой конференции был выбран Лондон, и 24 июля 1919 года открылась первая Международная конференция, в которой приняли участие гидрографы из 24 государств. Цель конференции состояла в том, чтобы «рассмотреть вопрос о целесообразности принятия всеми морскими государствами аналогичных методов подготовки, построения и производства их карт и всех гидрографических публикаций; придать результатам наиболее удобную форму, чтобы их можно было легко использовать; создать оперативную систему взаимного обмена гидрографической информацией между всеми государствами; и предоставить возможность проведения консультаций и дискуссий по гидрографическим вопросам в целом специалистами-гидрографами мира». Это по-прежнему является основной целью МГО.
В результате Конференции была создана постоянная организация и подготовлен устав для её работы. МГБ, ныне МГО, начал свою деятельность в 1921 году в составе 18 государств-членов. В качестве места расположения организации в связи с предложением Альбера I (князь Монако и сам океанограф) было выбрано княжество Монако. Первоначально эта организация состояла из 89 членов, но двое из них были отстранены от работы из-за того, что не могли оплатить взносы. Тринадцать государств-членов не выплатили свои взносы в организацию за 2017 год в течение календарного года.

## Члены организации
Источник:
- Алжир
- Аргентина
- Австралия
- Бахрейн
- Бангладеш
- Бельгия
- Бразилия
- Бруней-Даруссалам
- Болгария
- Камерун
- Канада
- Чили
- Китай
- Колумбия
- Хорватия
- Куба
- Кипр
- Корейская Народная Демократическая Республика (КНДР)
- Демократическая Республика Конго*
- Дания
- Доминиканская Республика
- Эквадор
- Египет
- Эстония
- Фиджи
- Финляндия
- Франция
- Грузия
- Германия
- Греция
- Гватемала
- Исландия
- Индия
- Индонезия
- Иран
- Ирландия
- Италия
- Ямайка
- Япония
- Кувейт
- Латвия
- Малайзия
- Мальта
- Маврикий
- Мексика
- Монако
- Черногория
- Марокко
- Мозамбик
- Мьянма
- Нидерланды
- Новая Зеландия
- Нигерия
- Норвегия
- Оман
- Пакистан
- Папуа-Новая Гвинея
- Перу
- Филиппины
- Польша
- Португалия
- Катар
- Корейская Республика (Южная Корея)
- Румыния
- Россия
- Саудовская Аравия
- Сербия*
- Сейшелы
- Сингапур
- Словения
- ЮАР
- Испания
- Шри Ланка
- Суринам
- Швеция
- Сирия*
- Таиланд
- Тонга
- Тринидад и Тобаго
- Тунис
- Турция
- Украина
- Объединённые Арабские Эмираты
- Великобритания
- Соединённые Штаты Америки
- Уругвай
- Вануату
- Венесуэла
- Вьетнам

*Членство приостановлено.